# Vonoklasy
Vonoklasy település Csehországban, Nyugat-prágai járásban. Vonoklasy Karlík, Dobřichovice, Černošice, Roblín és Třebotov településekkel határos. Lakosainak száma 572 fő (2024. január 1.).

## Népesség
A település lakosságának változását az alábbi diagram mutatja:
| Lakosok száma | 336  | 373  | 390  | 421  | 322  | 374  | 528  | 556  | 561  | 572  |
|               | 1869 | 1890 | 1921 | 1950 | 1980 | 2001 | 2017 | 2019 | 2022 | 2024 |